# Boris Trajkovski
Boris (Kiril) Trajkovski (Monospitovo, 25. lipnja 1956. – Berkovići, 26. veljače 2004.), makedonski političar i predsjednik Makedonije od 1999. do svoje smrti.
Rođen je u metodističkoj obitelji. Završio je Pravni fakultet u Skoplju, godine 1980. Specijalizira u SAD-u. Do 1997. obnaša dužnost vođe pravne službe poduzeća Sloboda u Skoplju. Jednu godinu je šef kabineta skopskog gradonačelnika, a do 21. prosinca 1998. zamjenik ministra vanjskih poslova.
Pogiba u zrakoplovnoj nesreći u Bosni i Hercegovini.